# Reprobel
Reprobel est une société de gestion qui gère des droits d'auteur et des droits légaux de rémunération des auteurs et éditeurs belges. Elle a été constituée le 27 juin 1994. 
Reprobel représente quinze sociétés de gestion belges d'auteurs et d'éditeurs dans tous les genres  (littéraire, journalistique, éducatif, informatif, scientifique, professionnel, photographique et visuel, musical, ...) et toutes sortes de publications (livres, quotidiens, magazines, ...). 
Reprobel perçoit comme guichet unique certaines rémunération légales: la rémunération pour reprographie en faveur des auteurs et la rémunération légale des éditeurs afférente, la rémunération pour enseignement et recherche scientifique et la rémunération pour le prêt public.
En outre, Reprobel offre une licence additionnelle pour les impressions et les usages numériques dans les secteurs privé et public.
Comme les autres sociétés de gestion, Reprobel agit sous le contrôle du Service de contrôle des sociétés de gestion instauré au sein du SPF Economie.
Reprobel représente, sur le territoire belge, également des auteurs et éditeurs du monde entier, et ce sur la base de plus que 35 accords de représentation. 
Depuis le 7 juin 2022, Jean-Paul Langhoor-Beitia est le Directeur Général/CEO de Reprobel et d’ Auvibel (nl).